# Epidaurus
Epidaurus là một thành phố nhỏ ở Hy Lạp cổ đại nằm trên bán đảo Argolid ở vịnh Saronic, Hy Lạp. Hai thị trấn hiện đại mang tên Epidavros là Palaia Epidavros và Nea Epidavros. Kể từ năm 2010, chúng thuộc về đô thị mới của Epidaurus, một phần của khu vực Argolis. Trung tâm hành chính của nó nằm tại Lygourio.

## Lịch sử
Epidaurus độc lập với Argos và không bao gồm trong Argolis cho đến thời kỳ La Mã. Nó được đặt theo tên của người Argolis là Epidaurus và là nơi sinh của con trai thần Apollo tên là Asclepius. Epidaurus được biết đến với thánh địa của nó nằm cách trung tâm thị trấn 5 dặm (8 km) cũng như một nhà hát La Mã vẫn còn tồn tại cho đến ngày nay. Sự tôn sùng Asclepius tại Epidaurus được chứng thực vào thế kỷ thứ 6 trước Công nguyên, khi thánh địa trên đỉnh đồi cũ Apollo Maleatas không còn đủ rộng rãi.
Đền chữa bệnh Asclepeion ở Epidaurus là trung tâm chữa bệnh nổi tiếng nhất của thế giới cổ điển, nơi mà người bệnh đến với hy vọng được chữa khỏi. Để tìm ra phương pháp chữa trị đúng đắn cho căn bệnh của mình, họ đã dành một đêm ở một phòng ngủ lớn được gọi là Enkoimia. Trong giấc mơ, chính thần sẽ khuyên họ những gì họ phải làm để khỏi bệnh. Trong thánh đường có một nhà khách với 160 phòng. Ngoài ra còn có suối khoáng gần đó, có thể đã được sử dụng trong quá trình điều trị bệnh.
Asclepius được coi là vị thần quan trọng nhất tại đây, người đã mang lại sự thịnh vượng cho thánh địa. Đến thế kỷ thứ 4 và 3 TCN, một chương trình xây dựng đầy tham vọng để mở rộng và tái thiết các tòa nhà hoành tráng đã được diễn ra. Danh tiếng và sự thịnh vượng của Epidaurus tiếp tục kéo dài trong suốt thời kỳ Hy Lạp. Sau khi Corinth bị phá hủy vào năm 146 TCN, Lucius Mummius Achaicus đã đến thánh địa này và để lại hai dấu ấn của riêng mình. Năm 87 TCN, thánh địa bị cướp phá bởi quân đội của tướng La Mã Sulla. Đến năm 74 TCN, một đơn vị đồn trú đã được xây dựng tại đây dưới thời Marcus Antonius Creticus tuy nhiên thánh địa một lần nữa bị cướp bóc bởi những tên cướp biển vào năm 67 TCN.

## Thư viện ảnh

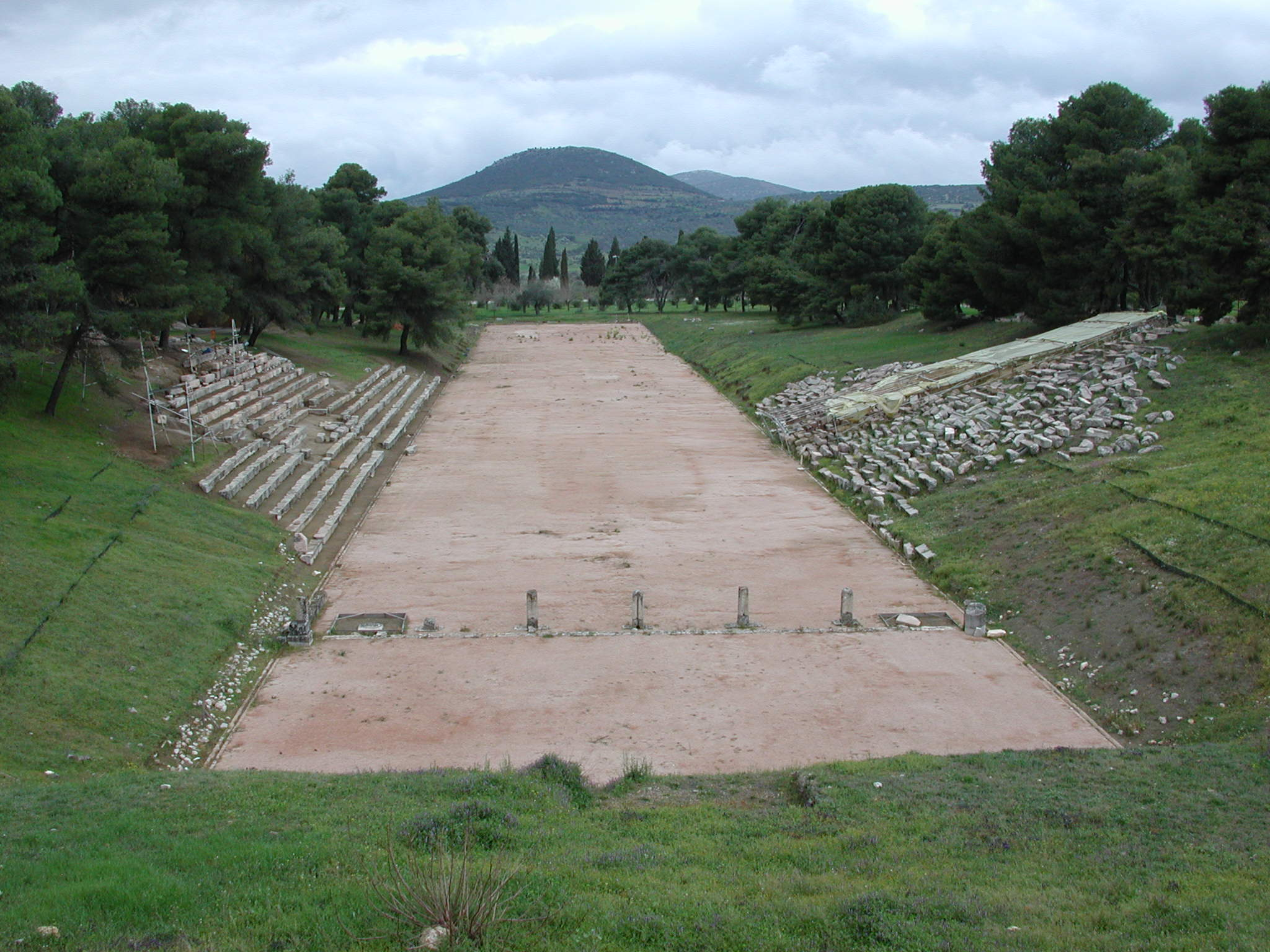
Vận động trường
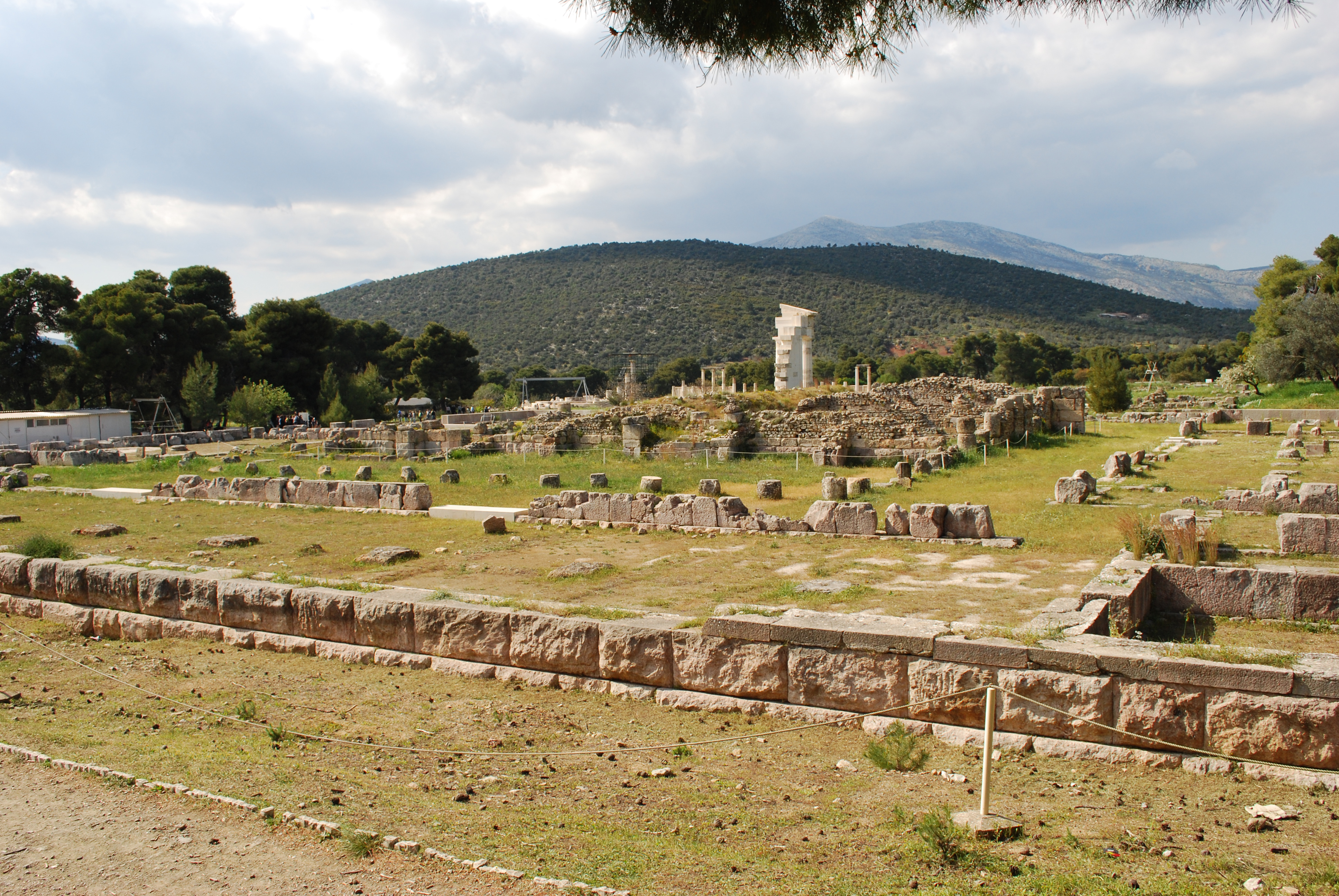
Nhà thi đấu
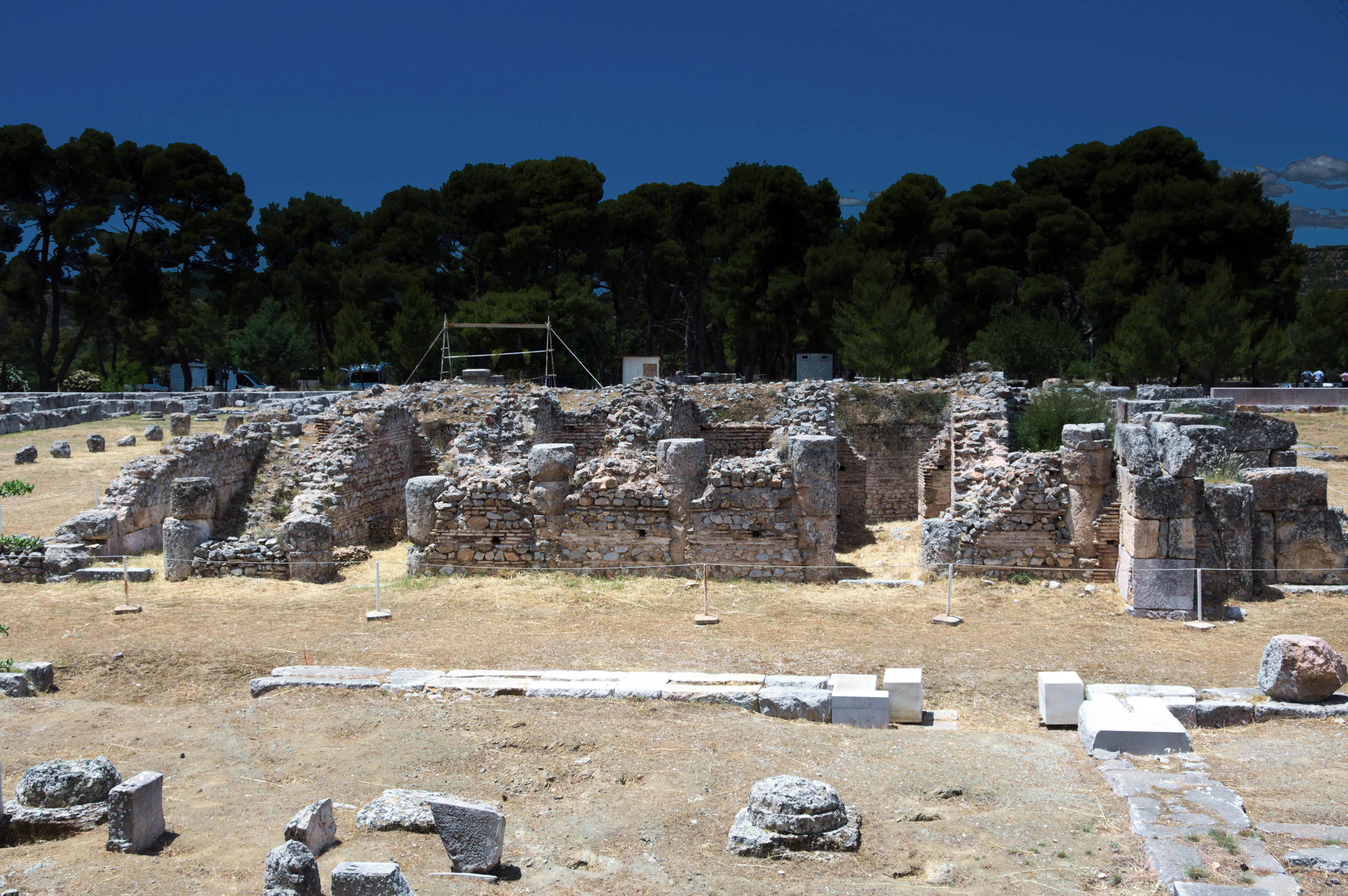
Nhà hát cổ Hy Lạp
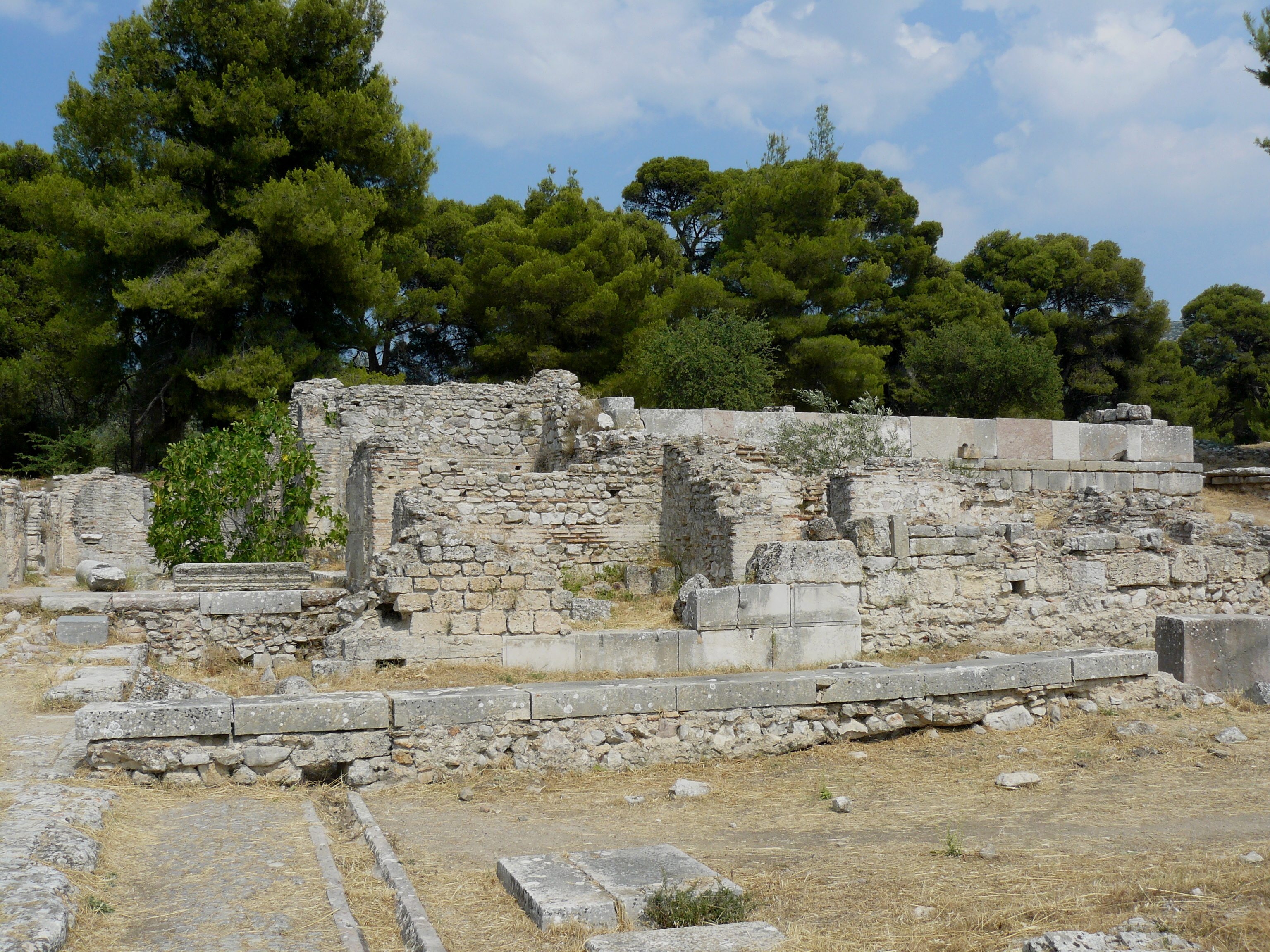
Nhà tắm công cộng
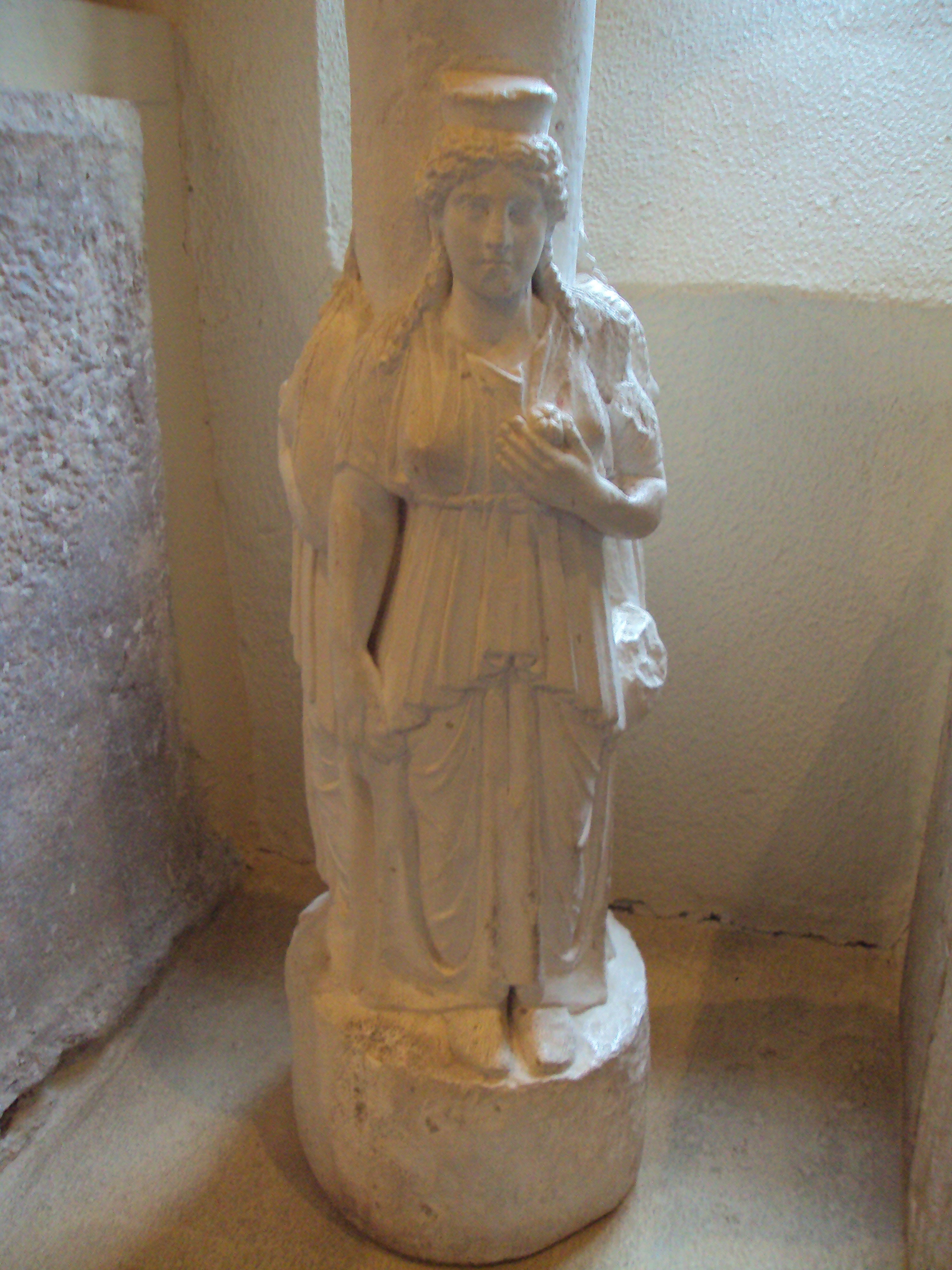